# 祝慶蕃
祝慶蕃（1777年—1853年），字晉甫、號晉庭，河南省光州直隸州固始縣（今河南省固始縣）人，清朝政治人物、榜眼，官至內閣學士，与两江总督牛鉴为挚友。

## 生平
嘉慶十九年，登進士一甲第二名，授翰林院編修，同年任國史館編修。嘉庆二十一年，擔任順天鄉試同考官。后任武英殿纂修。嘉庆二十四年，任貴州鄉試正考官。嘉庆二十五年，升任武英殿總纂。道光二年，任會試同考官、江西鄉試副考官、廣西學政。道光七年，升任右贊善、日講起居注官。道光八年，任國史館纂修。次年，任翰林院侍講、翰林院侍讀。道光十年，升任翰林院侍講學士、翰林院侍讀學士、文淵閣校理。道光十一年，任國子監祭酒。道光十八年，任光祿寺卿、太常寺卿，會試同考官。道光十九年，降太常寺少卿。同年改通政使。道光二十年，任左副都御史、閱看覆試試卷大臣、會試專司稽查大臣、磨勘試卷大臣、武場鄉試正考官。次年，任覆勘會試試卷大臣。道光二十二年，任刑部左侍郎、兵部右侍郎。道光二十三年，任吏部右侍郎、吏部左侍郎。道光二十四年，改戶部左侍郎。道光二十四年，任左都御史。道光二十五年，升任禮部尚書。道光二十八年，任內閣學士。